# 小川富之
小川 富之（おがわ とみゆき、1956年 - ）は、日本の民法学者。近畿大学法学部教授。家族法を中心に、子ども、福祉、医療等に関する法律関係を研究領域としている。山口県大島郡周防大島町（旧東和町）出身。

## 人物
大学進学までは、瀬戸内海に浮かぶ屋代島（周防大島）にある、幼稚園、小学校（油田小学校）、中学校（油田中学校）および高校（安下庄高等学校）で学び、島の南端の油田地区で過ごした。
広島大学政経学部時代に、不破勝敏夫研究室に所属して家族法の研究を開始した。広島大学大学院時代は中川淳に師事し、家族法を研究対象として英米法との比較法的研究を続けている。英米法の中でも、ブリティッシュ・コモンウェルスの国々、とりわけオーストラリア家族関連法の研究で成果を挙げている。
「アジア太平洋法律協会・家族法部会」の第2代会長を2007年まで務め、その事業の一環として「アジア太平洋諸国の家族法に関する情報」を収集し、それを必要に応じて提供することを目的として、「アジア家族法研究会」を組織し「アジア家族法シリーズ」の編集長として活動を継続している。その成果の一部を、【アジアの家族法】および【アジア家族法典の邦訳】として「戸籍時報」（日本加除出版）に連載を継続している。
「世界会議『家族法と子どもの人権』」の設立メンバーとして参加し、1993年の「第1回世界会議『家族法と子どもの人権』（オーストラリア・シドニー開催）大会」、1997年の「第2回大会（アメリカ合衆国・サンフランシスコ開催）」、2001年の「第3回大会（イギリス・バース市開催）」、2005年の「第4回大会（南アフリカ・ケープタウン開催）」および、2009年の「第5回大会（カナダ・ハリファックス市開催）」まで、その執行部およびプログラム委員を務めた。
「アジア家族法三国（日本・韓国・台湾）会議」、「日本家族（社会と法）学会」、「日本法政学会」、「日本社会保障法学会」、「アジア法学会」、「オーストラリア学会」、「オセアニア教育学会」等の学会および協会に所属し、理事等を務めている。また、「アジア家族法研究会」を主催すると伴に、「末川民事法研究会」、「関西家事事件研究会」および「家族と法研究会」等の研究会に所属し、研究を続けている。
```
「親子断絶防止法」に関しては、
オーストラリア
の2006年に類似の法である「家族法」施行によって厳格な法制による逃れられない交流が招いた離婚した父母の対立の激化や、問題のある父親との面会中に子が殺害される事件の発生などの様々な子どもに対する弊害を受けて結局廃止されたという失敗例から、法による強制交流ではなく、啓発活動や面会交流支援や相談体制の充実などの課題を先に法案で整備した方が良いという意見である
[
1
]
。
```

## 略歴
- 1980年 広島大学政経学部法律政治学科卒業
- 1989年 広島大学大学院社会科学研究科法律学専攻（博士課程前期）修了、法学修士
- 1990年～1992年 日本学術振興会特別研究員
- 1992年 広島大学大学院社会科学研究科法律学専攻（博士課程後期）単位取得満期退学
- 1992年1月～3月 西オーストラリア州立大学法学部客員研究員
- 1992年～ 広島経済大学専任講師（民法、財産法・物権担当）（1995年～2004年　助教授）
- 1994年～2004年 西オーストラリア州立大学法学部　客員教授（比較法（日本法）、アジアのビジネス法（日本）担当））
- 2004年～2007年 愛知学院大学法学部教授
- 2007年～ 近畿大学法学部教授（民法・家族法：家族・子ども・福祉・医療に関する法）

学会
- 1987年～ 家族 社会と法 学会（2008年より理事、2008年より企画委員）
- 1988年～ アジア家族法協会
- 1989年～ オーストラリア法曹協会（Law Council of Australia）
- 1989年～ 日本法政学会（2008年より幹事）
- 1889年～ 日米法学会
- 1990年～ アジア・太平洋法律協会　家族法部会（The Law Association for Asia and the Pacific, LAWASIA）（1992年より副会長、1999年より会長代行（2002年より会長（2007年まで））
- 1990年～ オーストラリア学会
- 1992年～ 世界会議「家族法と子どもの人権」渉外幹事
- 1994年～ アジア家族法（日本・韓国・台湾）三国会議　日本代表
- 1997年～ FAMILY COURT REVIEW（旧 Family and Conciliation Courts Review）(Hofstra University School of Law, New York, U.S.A.) 編集委員
- 1997年～ 「国際家庭裁判所・調停裁判所協会（ASSOCIATION OF FAMILY AND CONCILIATION COURTS・AFCC）理事
- 2009年～「世界会議『家族法と子どもの人権』」企画委員会、国際顧問（WORLD CONGRESS ON FAMILY LAW AND CHILDREN’S RIGHTS, PROGRAM COMMITTEE INTERNATIONAL CONSULTRANTS）

### 社会活動等
- 2001年～ 宮島町情報公開審査会・委員（2007年まで）
- 2000年～ 廿日市市情報公開審査会・委員、個人情報保護審査会・委員
- 1996年～ 広島家庭裁判所・家事調停委員（2007年まで）

### 研究助成等
- 2001年 第3回世界会議「家族法と子どもの人権」（バース、イギリス）「児童虐待からの子どもの保護」（単独）国際交流基金
- 1999年 第36回国際・家庭裁判所および調停裁判所協会大会 （バンクーバー・カナダ）「医学、生物学の進歩と子どもの人権ー不妊治療としての人工授精を考える」（単独） 国際交流基金
- 1997年 第2回世界会議「家族法と子どもの人権」（サンフランシスコ・アメリカ合衆国）「子どもの教育に関する権利ー学校におけるいじめ、登校拒否および自殺」（単独） 国際交流基金
- 1994年 選択的夫婦別姓制度の導入と戸籍 （単独） 文部省・科学研究費
- 1994年 信託の歴史と現代社会における具体的適用（共同・研究代表） 信託協会
- 1993年 第1回世界会議「家族法と子どもの人権」（シドーニー・オーストラリア）「婚姻外の関係」につき報告 （単独） 国際交流基金
- 1993年 信託の歴史と現代社会における具体的適用 （共同・研究代表） 信託協会
- 1991年～1992年 オーストラリア家族法の研究（単独）オーストラリア大使館 ・豪日交流基金
- 1990年～1992年 事実婚に関する比較法的研究（単独）文部省・科学研究費

## 著書・論文
- 2006年　『現代社会と民法〔第3版〕』、第4編「親族」（217-260頁）　第6編の9「人工生殖」（311-315頁）、平成18年（2006年）5月11日
- 2006年　『親族法・相続法』、第3章「相続の効力」（257－296頁）、平成18年（2006年）4月30日
- 2004年　『新版　注釈民法25巻〔改訂版〕』、「保佐（民法第4編親族第5章の2保佐および補助第1節）」、平成16年（2004年）12月
- 2001年　『家族と現代』、第3章「家族の歴史と法制度－婚姻の問題を中心に」（67－88頁）、平成13年（2001年）3月31日
- 2000年　『The Changing Japanese Society and the Law』、George Harada &小川富之、広島経済大学叢書、Chapter 1 "The Family and the Law" (PP.5-38), Chapter 6 "The Legal System and Reform"(pp.96-133)、平成12年（2000年）3月31日
- 2000年　『法学と現代社会』、第5講「家族問題と法」（103-122頁）、平成12年（2000年）3月30日
- 1993年　『注解民事手続法5　注解　人事訴訟手続法【改訂】』、第2部外国人事訴訟法中「オーストラリアの家族法」（540-553頁）、平成5年（1993年）12月10日
- 1993年　『青林法学双書　親族法・相続法』、小川富之、第3章「婚姻の成立」「婚姻の効力」「夫婦財産制」（23-53頁）、平成5年（1993年）4月1日
- 2008年　「現代家族法の課題―国際化の中の家族と子ども」、民事研修（査読無）615号(2-11頁)、平成20年（2008年）7月
- 2008年　「日本の家族を取り巻く現状と家族法における財産問題（上）」、戸籍時報（査読無）622号、2008年1月
- 2007年　「夫婦関係と不法行為－不貞行為の相手方に対する慰謝料請求の問題を中心に」、小川富之　、『21世紀の家族と法－小野幸二教授古希記念論集』、（法学書院）（査読無）334-349頁、2007年
- 2006年　「家族の変容・医学生物学の進歩と親子法」、産婦人科の世界（査読無）58巻3号51－66頁、2006年
- 2005年　「オーストラリアの家庭裁判所」、家族〈社会と法〉（査読無）21号101-120頁、2005年
- 2005年　「日本における親子関係の確定（上）（下）」、小川富之、戸籍時報（査読無）584号2-12頁、585号17-30頁、2005年
- 2003年　「医学生物学の進歩と親子法」、法政論叢40巻1号、79～91頁、2003年11月5日
- 2003年　「オーストラリアの高齢者福祉」、小川富之、21世紀における社会保障とその周辺領域（古橋エツ子先生還暦記念論集）（法律文化社）、202～215頁、2003年1月13日
- 2001年　「日本の離婚問題（下）」、戸籍時報527号、10～20頁、2001年5月10日
- 2001年　「日本の離婚問題（上）」、戸籍時報525号、2～23頁、2001年3月10日
- 1998年　「オーストラリアの家事調停」、『中川淳先生古稀祝賀論集「新世紀へ向かう家族法」』（日本加除出版）、1～19頁、1998年
- 1998年　「家族法に影響を与えた重要判例」、法律のひろば51巻7号『特集「家族法の50年～いま問われる家族法～」』、19～29頁、1998年7月1日
- 1997年　「国際養子縁組の現状と課題」、中川淳・貝田守編『未来民法を考える』（法律文化社）、198～217頁、1997年6月30日
- 1997年　「婚姻の解消と子どもの保護（日本）」、戸籍時報475号、2～15頁、1997年6月10日
- 1996年　「オーストラリアにおける離婚法の改革」、『小野幸二教授還暦記念論集 21世紀の民法』（法学書院）、725～735頁、1996年12月7日
- 1992年　「オーストラリアの家族法事情」、ケース研究231号、52～62頁、1992年5月25日
- 1991年　「事実婚解消の際の財産の公平な分配ーオーストラリアの事例を中心としてー」、法政論叢27巻、72～88頁、1991年5月15日
- 1991年　「未成年の子の過去の養育費を請求する手続」、判例タイムズ747号家庭裁判所制度40周年記念号『夫婦・親子215題』、315～316頁、1991年3月20日
- 1991年　「婚姻の無効・取消とその効果の及ぶ範囲」、判例タイムズ747号家庭裁判所制度40周年記念号『夫婦・親子215題』、34～35頁、1991年3月20日
- 1990年　「オーストラリアの事実婚－ニュー・サウス・ウェールズ州の立法を中心としてー」、広島法学13巻4号、119～150頁、1990年3月24日